# Pump It Up (serie de videojuegos)
Pump It Up (coreano: 펌프 잇 업) es una serie de videojuegos arcade coreana de simulación de baile lanzado por Andamiro en 1999. Este juego sigue en competencia con Dance Dance Revolution, serie de videojuegos japonesa. La interfaz originalmente estaba en coreano, pero en América, Europa y parte de Asia, se hizo traducciones al inglés o al idioma de la localización. Con Pump it Up Prime, sería la primera entrega coreana lanzada en Japón, remplazando la interfaz coreana por la japonesa y de conexión se usa Sega All.net y Aime de Bandai Namco Entertainment en algunas localidades. Consta de una máquina con una pantalla, altavoces, luces y un tablero de diez paneles que se coloca en el suelo, este a su vez consta de botones con ocho flechas y dos botones centro, en la pantalla se indica cual o cuales se debe pisar para lograr una puntuación; un jugador individual solo podría jugar con cinco paneles, según se desee el modo de jugabilidad.
En la pantalla aparece un destellante neón con todas las flechas y además, flechas de colores que señalan qué sensores son los que se deben pisar y el orden para pisarlos, incluyendo un video que sirve tanto como apoyo visual de la canción, como un medio de entretenimiento al jugador.

## Modalidades de juego
Las modalidades de juego hasta la versión "The Prex" son Normal, Hard, Crazy (que se llamó Extra Expert en la versión EXTRA), Double (Exc. versus), Battle (solo en versus) y Non-Stop Remix. Esta última incluye remezclas de las canciones ya incluidas, las cuales son mucho más difíciles en relación con el original y duran aproximadamente el doble que una canción común.
Las modalidades de juego en versión "The Prex 3 " en adelante son Normal, Hard, Crazy, Battle (solo en versus), Double o Freestyle (Exc. versus), Nightmare (Exc. versus) y Half-Double (Exc. versus). Normal, Hard y Crazy son distintas dificultades de juego ultilizando un solo lado del tablero. En Freestyle y Nightmare un solo jugador utiliza el tablero completo. La modalidad Battle aparece en vez de Freestyle o Nightmare si hay dos personas jugando, y consiste en un juego de enfrentamiento donde gana el jugador con mayor puntuación. En las últimas versiones del juego, esta modalidad ha sido sustituida por Combo Battle, donde gana el jugador que ejecute el mayor combo. Al finalizar cada ronda de juego, se muestran en la pantalla las estadísticas de cada jugador y sus calificaciones, que pueden ser F, D, C, B, A, S (AA) y SS (AAA) (siendo F la mínima calificación y SS la máxima) dependiendo de los puntos adquiridos en la canción.
Las modalidades de juego en versión "Exceed" en adelante ya no se basan en dificultades, sino en estaciones: 
- Arcade Station: aquí están las canciones de siempre, subdivididas en cuatro canales:

- BanYa Channel (cambiando de nombre a "PIU Original o Original songs" en la versión NX2): contiene todas las canciones compuestas por "BanYa" (Beethoven virus, Winter, Solitary 2, etc).
- Pop Channel (cambiando de nombre a "World Music" en la versión Fiesta 2010): contiene canciones del tipo hip hop, salsa y pop internacionales.
- K-Pop Channel (cambiando de nombre a "Kpop Style" en la versión NX2): Contiene temas exclusivamente en coreano.
- New Tunnes: contiene las canciones nuevas que han salido en esa versión de Pump It Up. Este canal hizo su primera aparición en la NX New Xenesis).

- Remix Station: contiene muchas remezclas de canciones, extremadamente difíciles y largas. Algunos temas duran hasta el cuádruple de una canción común.
- Battle Station: solo disponible con dos jugadores, contiene temas adaptados para batallas.

Se elige la canción y después se elige la dificultad: Normal, Hard, Crazy, (si se está jugando a dos, y Freestyle y Nightmare si se juega a uno).
En la versión "Zero" desaparece el modo "Battle Station" y se añaden las modalidades de "Remix Station", "Mission Station" (jugar canciones específicas con ciertos objetivos para habilitar contenido adicional), y "Easy Station", diseñado para jugadores principiantes con canciones de nivel 3 o inferior.
En la versión NX, "New Xenesis" existen los siguientes modos:
- Arcade Station: modo de juego similar a la versión "The Prex 3"
- Special Zone: aquí se pueden elegir canciones de duración más larga y "another steps" (canciones elegibles en Arcade Station con pasos distintos)
- Training Station: el jugador puede mejorar sus habilidades con canciones diseñadas para ese propósito
- World Tour: equivalente al "Mission Station" en la versión Zero.

En la versión NX2, "Next Xenesis" desaparece el World Tour por el World Max, donde simula ser un mundo virtual de Pump It Up, dividido en varios reinos, donde se encuentran las canciones seleccionadas para cada reino (Full Songs, Remixies y canciones del Arcade Station), donde la misma máquina escoge el modo en que debe bailar el jugador, y el mismo jugador obtiene puntos si logra pasar la misión, y se utiliza por primera vez "USB flash drive".
En la versión "NXA" (NX Absolute) se expande el "World Max" siendo el doble de misiones que en la versión NX2, desaparece el modo "Training Station" siendo sustituido por la "Easy Station" apareciendo por primera vez en la "Zero", pero con muchas más canciones que la versión "Zero" y aparece por primera vez el "Brain Shower" en el que su modo de juego consiste en diversos retos de intelecto dividido en tres canales ("Matemáticas", "Memoria" y "Colores"). En esta estación pueden jugar dos personas con un crédito.
Las modalidades de juego desde la versión "Fiesta" desaparece el World Max por el Quest World y aparecen las modalidades Skill Up Zone, el Mission Zone. el Music Train y el "Shortcut" y desaparecen los "Another Stepss". En Arcade Station, en vez de cambiar dificultades, las flechas de arriba cambian de carpeta. Presionando START o tecla central cambia a selector de dificultades, debiendo presionarlo de nuevo para iniciar la canción.

## Piratería
Sobre la base de Pump It Up Prex 3, tanto para Arcade como para PC y utilizando programas para desencriptar y encriptar imágenes y archivos de audio, se crean versiones modificadas del juego, con el fin de añadir canciones de versiones más nuevas o canciones cuyos pasos están hechas por los fanáticos. La mayoría de las denominadas Prexceed (cuyo nombre proviene de la mezcla de Prex 3 y Exceed, ya que estas versiones piratas funcionaban solo en sistemas MK3 y MK5, utilizados en Prex 3 y Exceed respectivamente) eran de una calidad inferior a una Pump It Up original, pues no lograban imitar la interfaz, y debido a las limitaciones del editor de pasos de esa época, tampoco lo hacían con los pasos.
Cuando estas versiones modificadas sobre la base de Pump It Up Prex 3 quedan obsoletas, se opta por usar StepMania 5 como base, logrando un parecido en la interfaz pero no en la jugabilidad, además de ser un sistema inestable.

## Problemas legales
Konami inició un juicio en Seúl, Corea, contra Andamiro el año 2000, alegando que Pump It Up infringia la patente de diseño de Dance Dance Revolution. La corte falló a favor de Konami, pero Andamiro apeló. En el mismo tiempo Andamiro demandó a Konami en el estado de California, reclamando que DDR violaba sus patentes de Pump It Up. Ambos juicios fueron resueltos fuera de la corte, y los detalles nunca se dieron a conocer al público.

## Versiones del software de la máquina

### 1st Dance Floor
Fecha de lanzamiento: septiembre de 1999
Disponible para: Sistema Arcade MK1
Listado de canciones
| 1st Dance Floor                                              |
| ------------------------------------------------------------ |
| 101.BanYa - Ignition Starts                                  |
| 102.BanYa - Hypnosis                                         |
| 103.Fin.K.L - Forever Love                                   |
| 104.Yu Seung Jun - Passion                                   |
| 105.Turbo - Black Cat                                        |
| 106.Sechskies - Pom Pom Pom                                  |
| 107.Honey Family - The Rap                                   |
| 108.Clon - Come To Me                                        |
| 109.Clon - Funky Tonight                                     |
| 110.Monochrome - What Do U Really Want?                      |
| 111.Novasonic - Hatred                                       |
| 112.Novasonic - Another Truth                                |
| 113.Drunken Tiger - I Want U                                 |
| 114.Uhm Jung Hwa - I Don't Know Anything                     |
| 115.Park Mee Kyung - No Particular Reason                    |
| 116.Fin.K.L/Cleo/Park Mee Kyung - 1st Diva Remix             |
| 117.Uhm Jung Hwa/Jo Sung Mo/Park Mee Kyung - 1st Disco Remix |
| 118.Kim Gun Mo/Clon/Sechskies - 1st Techno Remix             |
| 119.Turbo - Turbo Remix                                      |
| 120.BanYa - Battle 1 Hip-Hop                                 |
| 121.BanYa - Battle 2 Disco                                   |
| 122.BanYa - Battle 3 Techno                                  |
| 123.BanYa - Battle 4 Hard Core                               |

### 2nd Dance Floor
Fecha de lanzamiento: diciembre de 1999
Disponible para: Sistema Arcade MK1
Listado de canciones
| 2nd Dance Floor                                        |
| ------------------------------------------------------ |
| 201.BanYa - Creamy Skinnyaa                            |
| 202.BanYa - Hate                                       |
| 203.BanYa - Koul                                       |
| 204.BanYa - Final Audition                             |
| 205.BanYa - Extravaganza                               |
| 206.Lee Kang Shin - Rewind                             |
| 207.H.O.T - I-yah!                                     |
| 208.H.O.T - Fighting Spirits                           |
| 209.Kim Hyun Jung - Silhouette (Canción Cancelada)     |
| 210.S.E.S - Love                                       |
| 211.Kim Gun Mo - Please                                |
| 212.Sechskies - Com'Back                               |
| 213.Sechskies - Mobius Strip                           |
| 214.Cho PD - Fever                                     |
| 215.Hans Band - Curiosity                              |
| 216.Click-B - Love                                     |
| 217.S#arp - Tell Me, Tell Me                           |
| 218.Jo Sung Mo - Heart Break                           |
| 219.Jo Sung Mo - Jo Sung Mo Remix                      |
| 220.Uhm Jung Hwa - Uhm Jung Hwa Remix                  |
| 221.Drunken Tiger & Honey Family - Drunke Family Remix |
| 223.H.O.T/S.E.S - SM Town Remix                        |
| 224.BanYa - Techno Repeatorment Remix                  |
| 225.Clon & Sechskies - 2nd Hidden Remix                |

### 3rd Dance Floor: The O.B.G.
Fecha de lanzamiento: mayo de 2000
Disponible para: Sistema Arcade MK1
Listado de canciones
| 3rd O.B.G Dance Floor                              |
| -------------------------------------------------- |
| 301.BanYa - Final Audition 2                       |
| 302.BanYa - Naissance                              |
| 303.BanYa - Turkey March                           |
| 304.BanYa - With My Lover                          |
| 305.BanYa - An Interesting View                    |
| 306.BanYa - Nightmare                              |
| 307.BanYa - Close Your Eyes                        |
| 308.BanYa - Free Style                             |
| 309.BanYa - Midnight Blue                          |
| 310.BanYa - She Likes Pizza                        |
| 311.BanYa - Pumping Up                             |
| 312.Tashannie - Don't Bother Me                    |
| 313.Seung Jun - Love Song                          |
| 314.GOD - Lover's Grief                            |
| 315.6 Mill. Bionic Juno - To the Top               |
| 316.Kim Hyun Jung - Separation With Her            |
| 317.U.P - Puyo Puyo                                |
| 318.Deux - We Are                                  |
| 319.So Chan Hwui - Time To Say Goodbye             |
| 320.Jinusean - Tell Me                             |
| 321.DJ DOC - OK? OK!                               |
| 322.Fin.K.L/S#arp/Hans Band - 3rd O.B.G Diva Remix |
| 323.Park Mee Kyung - Park Mee Kyung Remix          |
| 324.BanYa - BanYa Hip-Hop Remix                    |
| 325.Park Jin Young - Park Jin Young Remix          |
| 326.Novasonic - Novasonic Remix                    |
| 327.BanYa - BanYa Hard Mix                         |

### O.B.G. SE (Season Evolution)
Fecha de lanzamiento: septiembre de 2000
Disponible para: Sistema Arcade MK3
Listado de canciones
| 3rd S.E (Season Evolution)      |
| ------------------------------- |
| 401.BanYa - Oh! Rosa            |
| 402.BanYa - First Love          |
| 403.BanYa - Betrayer            |
| 404.BanYa - Solitary            |
| 405.BanYa - Mr. Larpus          |
| 406.Baek Ji Young - Sad Salsa   |
| 407.Roo'Ra - Summer of Love     |
| 408.Country Kko Kko - Kiss      |
| 409.Cool - Man & Woman          |
| 410.Clon - First Love           |
| 411.Baby V.O.X - A-Trap         |
| 412.Kim Hyun Jung - Disco Bus   |
| 413.Novasonic - Run!            |
| 414.DJ DOC - Run to You         |
| 415.Sechskies - Sechskies Remix |

### The Collection
Fecha de lanzamiento: noviembre de 2000
Disponible para: Sistema Arcade MK3

### The Perfect Collection
Fecha de lanzamiento: diciembre de 2000
Disponible para: Sistema Arcade MK3, PC
Listado de canciones
| Perfect Collection                    |
| ------------------------------------- |
| 501.BanYa - Pump Jump                 |
| 502.BanYa - N                         |
| 503.BanYa - Rolling Christmas         |
| 504.BanYa - All I Want For X-mas      |
| 505.BanYa - Beethoven Virus           |
| 506.Park Ji Yoon - I Will Accept You  |
| 507.Deux - Come Back to Me            |
| 508.Kim Sung Jae - As I Told U        |
| 509.Taiji Boys - I Know               |
| 510.Taiji Boys - My Fantasy           |
| 511.Taiji Boys - Unforgettable Memory |
| 512.Taiji Boys - Hayuga               |
| 513.Taiji Boys - Certain Victory      |
| 514.Seo Taiji - Ultramania            |
| 515.Nazca - Bonaccia                  |
| 516.Novasonic - Slam                  |
| 517.E-paksa - Space Fantasy           |

### Extra
Fecha de lanzamiento: febrero de 2001
Disponible para: Sistema Arcade MK3 y UMB2
Listado de canciones
| Extra                                                       |
| ----------------------------------------------------------- |
| 901.People Crew - Flower of Night                           |
| 902.Crying Nut - Circus Magic                               |
| 903.Tin Tin Five - Move Your Head                           |
| 904.N.E.X.T - Trash Man                                     |
| 905.B.O.K - Funky Jockey                                    |
| 906.Duke - Starian                                          |
| 907.X-Teen - Big Money                                      |
| 908.O.P.P.A - Wayo Wayo                                     |
| 909.U'Two - Mistake                                         |
| 910.Honey Family - The Rap: Act 3                           |
| 911.BanYa - Chicken Wing                                    |
| 912.F2 Original - Holiday                                   |
| 913.F2 Original - Radezky Can Can                           |
| 914.Yu Seung Jun - Wish You Could Find                      |
| 915.T.T.Ma - Loner                                          |
| 916.E-paksa - Monkey Magic                                  |
| 917.Deux - Out of the Ring                                  |
| 918.O-24 - Blind Faith                                      |
| 919.N.E.X.T - Lazenca, Save Us                              |
| 920.DJ. DOC - Ferry Boat                                    |
| 921.Lee Hyun Do - Pierrot                                   |
| 922.BanYa - Final Audition Episode 1                        |
| 923.Clon - First Love (Techno Mix)                          |
| 924.People Crew/Honey Family - Extra Hip-Hop Remix          |
| 925.E-paksa - E-paksa Remix                                 |
| 926.O-24/X-Teen - Extra Disco Remix                         |
| 927.Deux - Extra Deux Remix                                 |
| 928.BanYa - Extra BanYa Remix/F.A Ep.1 + Chicken Wing Remix |

### The Premiere
Fecha de lanzamiento: junio de 2001
Disponible para: Sistema Arcade MK3
Lista de canciones
| The Premiere                              |
| ----------------------------------------- |
| 601.Over Protected - Oops! I Did It Again |
| 602.The United Boys - Bye Bye Bye         |
| 603.Latin Carnaval - I Need To Know       |
| 604.Latin Carnaval - Let's Get Loud       |
| 605.Latin Carnaval - Mambo No. 5          |
| 606.A1 - Take On Me                       |
| 607.Skank - A Cerca                       |
| 608.Jota Quest - De Volta ao Planeta      |
| 609.Cidade Negra - Pensamento             |
| 610.De Falla - Popozuda Rock 'n Roll      |
| 611.Mr. Jam - Rebola Na Boa               |
| 612.Jota Quest - Sempre Assim             |
| 613.Braga Boys - Uma Bomba                |
| 614.Limao Com Mel - Vaqueiro Bom Demais   |

### The Prex
Fecha de lanzamiento: noviembre de 2001
Disponible para: Sistema Arcade MK3

### Rebirth
Fecha de lanzamiento: enero de 2002
Disponible para: Sistema Arcade MK3
Listado de canciones
| Rebirth                                    |
| ------------------------------------------ |
| 701.BanYa - Dr. M                          |
| 702.BanYa - Emperor                        |
| 703.BanYa - Get Your Groove On             |
| 704.BanYa - Love is a Danger Zone          |
| 705.BanYa - Maria                          |
| 706.BanYa - Mission Possible               |
| 707.BanYa - My Way                         |
| 708.BanYa - Point Break                    |
| 709.BanYa - Street Show Down               |
| 710.BanYa - Top City                       |
| 711.BanYa - Winter                         |
| 712.BanYa - Will o' the Wisp               |
| 713.BanYa - Till the End of Time           |
| 714.BanYa - Oy Oy Oy                       |
| 715.BanYa - We Will Meet Again             |
| 716.BanYa - Miss's Story                   |
| 717.BanYa - Set Me Up                      |
| 718.BanYa - Dance With Me                  |
| 719.To-Ya - Go Away!                       |
| 720.Jewelry - I Love You                   |
| 721.Hanul - Gotta be Kidding               |
| 722.Kim Gun Mo - Zzanga                    |
| 723.Park Jin Young - A Prison Without Bars |
| 724.C.B. Mass - A Whistle                  |
| 725.C.B. Mass - Gentleman Quality          |
| 726.To-Ya - Run Away                       |
| 727.Park Jin Young - Swing Baby            |
| 728.Harisu - Temptation                    |
| 729.Kim Gun Mo - Y                         |
| 730.Diva - Perfect!                        |
| 731.Turtles - Let's Boogie                 |
| 732.Can - My Best Day is Gone              |
| 733.UN - The Waves                         |
| 734.Boy Club - Always                      |
| 735.BanYa - Vook                           |
| 736.BanYa - Csikos Post                    |

### The Premiere 2
Fecha de lanzamiento: marzo de 2002
Disponible para: Sistema Arcade MK3

### The Prex 2
Fecha de lanzamiento: noviembre de 2002
Disponible para: Sistema Arcade MK3

### The Premiere 3
Fecha de lanzamiento: mayo de 2003
Disponible para: Sistema Arcade MK3
Listado de canciones
| The Premiere 3                                         |
| ------------------------------------------------------ |
| 801.Papa Gonzales - Bambole                            |
| 802.BanYa - Bee                                        |
| 803.B-Legit, 2Wice, & 4Tray - Burning Krypt            |
| 804.2Wice - Can You Feel Dis or Dat                    |
| 805.Scoop feat. Joyce Lyle - Clap Your Hands           |
| 806.Queen Latin - Conga                                |
| 807.BanYa - D Gang                                     |
| 808.Rodney O & Joe Cooley - DJ Nightmare               |
| 809.Mozquito - Eres Para Mi                            |
| 810.DJ Paula - Fiesta Macarena Pt. 1                   |
| 811.BanYa - Hello                                      |
| 812.Kay Kent - On Your Side                            |
| 813.Carlos T. Quila - Everybody                        |
| 814.Gans - Join the Party                              |
| 815.Fresno - Lay it Down                               |
| 816.Lisa Cool & the South Spirit - Let the Sunshine In |
| 817.Down Low - Lovething                               |
| 818.Mozquito - Mexi Mexi                               |
| 819.Rodney O & Joe Cooley - You Don't Wanna Runup      |
| 820.BanYa - Beat of the War                            |

### The Prex 3
Fecha de lanzamiento: octubre de 2004
Disponible para: Sistema Arcade MK3/MK5, PC
Listado de canciones
| The Prex 3                             |
| -------------------------------------- |
| 821.Novasonic - Empire of the Sun      |
| 822.No Doubt - Just a Girl             |
| 823.Pink - Let's Get the Party Started |
| 824.Shakira - Objection                |
| 825.Thalia - It's My Party             |
| 826.BanYa - Come To Me                 |
| 827.Madonna - Music                    |
| 828.Metallica - Master of Puppets      |

### Exceed
Fecha de lanzamiento: abril de 2005
Disponible para: Sistema Arcade MK5
Listado de canciones
| Exceed                                          |
| ----------------------------------------------- |
| A01.BanYa - Final Audition 3 U.F                |
| A02.BanYa - Naissance 2                         |
| A03.BanYa - Monkey Fingers                      |
| A04.BanYa - Blazing                             |
| A05.BanYa - Pump Me Amadeus                     |
| A06.BanYa - X-Tream                             |
| A07.BanYa - Get Up!                             |
| A08.Crash - Dignity                             |
| A09.OneTwo - Shake That Bootie                  |
| A10.BoA* - Valenti                              |
| A11.Crash - What Do You Really Want?            |
| A12.U;Nee - Go                                  |
| A13.Oliver - Flamenco                           |
| A14.Debbie Scott - Kiss Me                      |
| A15.Kaoma - Essa Maneira                        |
| A16.Kristeen - Ba Be Loo Be Ra                  |
| A17.Los Ninos de Sara - La Cubanita             |
| A18.Rod - Shake it Up                           |
| A19.S'Max - One Love                            |
| A20.Victoria - Power of Dream                   |
| A21.Victoria - Watch Out                        |
| A22.El Cuba - Fiesta                            |
| A23.General Grant - Soca Make Yuh Ram Ram       |
| A24.P. Hernández & B. Thomas - Born to be Alive |
| A25.Los Temerarios - En La Madrugada Se Fue     |
| A26.Los Del Ritmo - Xibom Bombom                |
| A27.BanYa - Oh! Rosa (Spanish)                  |
| A28.BanYa - First Love (Spanish)                |
| A29.Elvis vs. JXL - A Little Less Conversation  |
| A30.Earth, Wind, & Fire - Let's Groove          |
| A31.Crystal Method - Name of the Game           |
| A32.Sugarhill Gang - Rappers Delight            |
| A33.Steriogram - Walkie Talkie Man              |

### Exceed S.E.
Fecha de lanzamiento: agosto de 2005
Disponible para: Xbox y PlayStation 2

### Exceed 2
Fecha de lanzamiento: noviembre de 2005
Disponible para: Sistema Arcade MK5/MK6
Listado de canciones
| Exceed 2                                                    |
| ----------------------------------------------------------- |
| B01.Lexy - Greenhorn                                        |
| B02.1TYM - Hot                                              |
| B03.Som2 - Pray                                             |
| B04.BMK - Go Away                                           |
| B05.Eun Ji Won - Drunken In Melody                          |
| B06.Som2 - Deja Vu                                          |
| B07.Ju Dain - U                                             |
| B08.Lee Hyun Do - Sajahu                                    |
| B09.Lee Hyun Do - Typhoon                                   |
| B10.Uhm Jung Hwa - Eternity                                 |
| B11.Harisu - Foxy Lady                                      |
| B12.Shyne - Too Late                                        |
| B13.WAX - I'll Give You All My Love                         |
| B14.Y*Me - Huu Yah Yeah                                     |
| B15.Asoto Union - We Don't Stop                             |
| B16.BanYa - J Bong                                          |
| B17.BanYa - Hi-Bi                                           |
| B18.BanYa - Solitary 2                                      |
| B19.BanYa - Canon-D                                         |
| B20.Manresa - Le Code de Bonne Conduite                     |
| B21.Novasonic ft. eiffel 65 & crhistina aguilera - I am red |
| B26.Novasonic/Crash - Novarash Remix                        |
| B27.1TYM/Lexy - 1TTY Lexy Remix                             |
| B28.BanYa - Tream Vook of the War Remix                     |
| B29.BanYa - BanYa Classic Remix                             |
| B30.Deux - Exceed2 Deux Remix                               |
| B31.BoA*/Shyne/Y*Me - Exceed2 Diva's Remix                  |
| B50.Down Low/Mozquito/B.M.K/Uhm Jung Hwa - World Pop Remix  |
| B51.Crash - Dignity Full Remix                              |
| B57.BanYa - Canon-D Full Song Mix                           |
| 001.BanYa - Raw                                             |

### Zero
Fecha de lanzamiento: febrero de 2006
Disponible para: Sistema Arcade MK5/MK6
Listado de canciones
| Zero                                                   |
| ------------------------------------------------------ |
| C01.BanYa - Beat of the War 2                          |
| C02.BanYa - Moonlight                                  |
| C03.BanYa - Witch Doctor                               |
| C04.BanYa - Love is a Danger Zone 2                    |
| C05.BanYa - Phantom                                    |
| C06.BanYa - Papa Gonzales                              |
| C07.BanYa - Jump                                       |
| C08.Drunken Tiger - Emergency                          |
| C09.Cho PD - My Friend                                 |
| C10.Eugene - Wuthering Heights                         |
| C11.LazyBone - Do It Yourself                          |
| C12.Turtles - What's Goin' On?                         |
| C13.Eun Ji Won - All Famy                              |
| C14.Louis - Chung Hwa Ban Jeom                         |
| C15.Spooky Banana - Mr. Fire Fighter                   |
| C16.T.O - Footprints                                   |
| C17.Jang Yoon Jung - Oh My!                            |
| C18.JTL - Enter the Dragon                             |
| C19.Perry - Storm                                      |
| C20.Mina - Turn Around                                 |
| C21.Pandera - I Love You Baby                          |
| C22.Cachy Huang - Up Up                                |
| C41.BanYa - Love is a Danger Zone 2: Try to B.P.M      |
| C42.JTL/Perry/Drunken Tiger/Eun Ji Won - K-Hip-Hop Mix |
| C43.Turtles/Cho PD/Harisu/Jang Yoon Jung - K-House Mix |
| C1C04.BanYa - Love is a Danger Zone 2 Another          |

### Zero Portable
Fecha de lanzamiento: 24 de octubre de 2007

### Exceed Portable
Fecha de lanzamiento: noviembre de 2006
Disponible para PSP

### NX/New Xenesis
Fecha de lanzamiento: abril de 2007
Disponible para: Sistema Arcade MK5/MK6
Listado de canciones
| NX/New Xenesis                                                    |
| ----------------------------------------------------------------- |
| D01.Yahpp - Witch Doctor #1                                       |
| D02.Yahpp - Arch of Darkness                                      |
| D03.Yahpp - Chimera                                               |
| D04.Dynamic Duo - Go Back                                         |
| D05.Epik High - Fly                                               |
| D06.DJ. DOC - One Night                                           |
| D07.Hyun Jin Young vs. Yahpp - U Inside My Dim Memory             |
| D08.Jiny - Free!                                                  |
| D09.Kim Jong Kook - Lovely                                        |
| D10.Ururbu Project - Terminal Depository                          |
| D11.N.E.X.T - For You                                             |
| D12.Apple Jam - Snow Dream                                        |
| D13.May - Handsome Character That Pass                            |
| D14.BanYa Production - 2006 Love Song                             |
| D15.BanYa Production - Do You Know That -Old School-              |
| D16.BanYa Production - Gun Rock                                   |
| D17.BanYa Production - Bullfighter's Song                         |
| D18.BanYa Production - Ugly Dee                                   |
| D19.Hyun Jin Young - Hyun Jin Young Go Jin Young Go               |
| D20.Park Hyang Lim vs. Yahpp - My Brother is Street Singer        |
| D21.Typhoon - So                                                  |
| D22.Cho PD & B.E.G - Hold the Line                                |
| D23.DJ Dookie - Hybs                                              |
| D24.Andrew Kim - Throw 'Em Up                                     |
| D25.DVS - Bust Back                                               |
| D26.Sam-I-Am - Haley                                              |
| D27.Gyfted - We Goin' Fly Remix                                   |
| D28.Yahpp - Final Audition Episode 2-1                            |
| D29.Yahpp - Fire Game                                             |
| D30.Yahpp - Final Audition Episode 2-2                            |
| D31.DJ DOC/Epik High - K-Pop Dance                                |
| D32.Tashannie/Clon - Groove Party                                 |
| D33.Kristeen/Scoop feat. Joyce Lyle/Fresno - Pop House Mix        |
| D34.Yahpp - Wi-Ex-Doc-Va                                          |
| D35.Yahpp - Bemera                                                |
| D36.BanYa Production - BanYa-P Classic Mix                        |
| D37.DVS/Andrew Kim/Sam-I-Am/Gyfted - Chicago Club Mix             |
| D38.Hyun Jin Young vs. Yahpp - U Inside My Dim Memory [Full Song] |
| D39.Yahpp - Fire Game [Full Song]                                 |
| D40.Kim Jong Kook - Lovely [Full Song]                            |
| D41.Yahpp - Love is a Danger Zone 2 [Full Song]                   |
| D42.Yahpp - Beat of the War 2 [Full Song]                         |
| D43.Cho PD & B.E.G. - Hold the Line [Full Song]                   |
| C1C01.Yahpp - Beat of the War 2 (D&G ver.)                        |

Disponible para PSP

### Pro
Fecha de lanzamiento: agosto de 2007 (para ciertos mercados)
Disponible para: Sistema Arcade MK6/MK9
Listado de canciones
| Pro                                                                   |
| --------------------------------------------------------------------- |
| PE01.Onyx - !                                                         |
| PE02.Corporation - Aliens in Our Midst                                |
| PE03.Banzai - Anubis                                                  |
| PE04.Virgill - Art City                                               |
| PE05.Lagoona - Be My Friend                                           |
| PE06.Alphadelta - Blow My Mind                                        |
| PE07.Le Bruj - Boogie Land                                            |
| PE08/E26.Sonic Dimension - Chopstix                                   |
| PE09.Inspector K - Clockwork Genesis                                  |
| PE10.Playmaker feat. Robin - Coming Out                               |
| PE11/E27.Oscillator X - Dance All Night                               |
| PE12/E28.Elpis - Dance Vibrations                                     |
| PE13.KaW - Dawn (Perpetual Mix)                                       |
| PE14.Smiley - Destiny                                                 |
| PE15.Oscillator X - DJ Superstar                                      |
| PE16.Playmaker - Do What You Wanna Do                                 |
| PE17/E29.ZiGZaG - Energizer                                           |
| PE18.KaW - Esperanza                                                  |
| PE19.Banzai - Exotica                                                 |
| PE20.Eskimo & Icebird feat. Maria Merete - Feels Just Like That Night |
| PE21.Money Deluxe - Funk Factory                                      |
| PE22/30.Sonic Dimension - Groovin' Motion                             |
| PE23.Onyx - Hasse Mich                                                |
| PE24/1226.KURi-ZiLL - Heel and Toe                                    |
| PE25.Inspector K - Incognito                                          |
| PE26.Inspector K - Infection                                          |
| PE27.Lagoona - Into My Dream                                          |
| PE28.Virgill - It’s Over Now                                          |
| PE29.js14 - July -Euromix-                                            |
| PE30.When Machines Dream - Love Eternal                               |
| PE31/1201.Affinity - Monolith                                         |
| PE32.Virgill - Moonstone                                              |
| PE33.Playmaker - Nightmoves                                           |
| PE34.KaW - Oasis                                                      |
| PE35.KURi-ZiLL - Radius                                               |
| PE36.Banzai - Ra                                                      |
| PE37.KURi-ZiLL - RE-RAVE                                              |
| PE38.Andreas Viklund - Riders, Unite!                                 |
| PE39.Kbit - Robotix                                                   |
| PE40.Eskimo & Icebird - Round and Round                               |
| PE41.Onyx - STOP! & Go                                                |
| PE42.Smiley - Summer ~Speedy Mix~                                     |
| PE43.Playmaker - Sunshine                                             |
| PE44.KaW - Take Me Back                                               |
| PE45.Alphadelta - Take My Time                                        |
| PE46.Smiley - Utopia                                                  |
| PE47/1221.Inspector K - Virtual Emotion                               |
| PE48.ZiGZaG - VVV                                                     |
| PE49.KaW - Who                                                        |
| PE50.Smiley - Xuxa                                                    |
| PE51.Affinity - Y2Z                                                   |
| PE52.Banzai - Zodiac                                                  |
| PE53.When Machines Dream - Epilogue                                   |
| PE54.KaW feat. Smiley - Euphoria                                      |
| PE55.Coconut - Kitty Cat                                              |
| PE56/1209.Coconut - Ladybug                                           |
| PE57.SCI Guyz - London Bridge                                         |
| PE58.KaW feat. Sam I Am - Move It Groove It                           |
| PE59.Coconut - Shooting Star                                          |
| PE60.Oscillator X - Style On My Speed Dial                            |
| PE61.Inspector K - Tension                                            |
| PE62.KaW - Tribal Style                                               |

### NX2/Next Xenesis
Fecha de lanzamiento: enero de 2008
Disponible para: Sistema Arcade MK6
Listado de canciones
| NX2/Next Xenesis                                                 |
| ---------------------------------------------------------------- |
| E01.Yahpp - Solitary 1.5                                         |
| E02.BanYa Production - Beat the Ghost                            |
| E03.BanYa Production - Caprice of Otada                          |
| E04.BanYa Production - Money                                     |
| E05.BanYa Production - Monkey Fingers 2                          |
| E06.Bae Chi Gi - Nice to Meet You                                |
| E07.015B - Very Old Couples                                      |
| E08.Mina - Get My Phone Call                                     |
| E09.Joanne - Shiny Day                                           |
| E10.Gil Gun - A.U Ready?                                         |
| E11.Bada - V.I.P                                                 |
| E12.Yahpp - Faster Z                                             |
| E13.Yahpp - Pumptris Quattro                                     |
| E14.Taiji Boys - It's My Business                                |
| E15.No Brain - You Fall in Me                                    |
| E16.Pia - A Maelstrom                                            |
| E17.Crying Nut - Astral Song                                     |
| E18.Hot Potato - No Despair                                      |
| E19.May - Compunction                                            |
| E20.HEaDTriP - Beat # No. 4                                      |
| E21.Taiji Boys - Come Back Home                                  |
| E22.Seo Taiji - Feel the Soul                                    |
| E23.BanYa Production - Guitar Man                                |
| E24.BanYa Production - Higgledy Piggledy                         |
| E25.BanYa Production - Jam O Beat                                |
| E31.Wonder Girls - Tell Me                                       |
| E50.BanYa Production - BanYa-P Guitar Remix                      |
| E51.BanYa Production - Guitar Man Full ver.                      |
| E52.BanYa Production - Money Fingers                             |
| E53.BanYa Production - Monkey Fingers Full ver.                  |
| E54.U;Nee/Duke/Lee Hyun Do - NX2 K-Pop Remix 1                   |
| E55.Eun Ji Won/Dynamic Duo - NX2 Hip Hop Remix                   |
| E56.Crying Nut - Astral Song Full ver.                           |
| E57.Mina/Bae Chi Gi - NX2 K-Pop Remix 2                          |
| E58.Hot Potato - No Despair Full ver.                            |
| E59.Lee Hyun Do/Som2 - NX2 K-Pop Remix 3                         |
| E60.Joanne/Bada - NX2 Diva Remix                                 |
| E61.Sonic Dimension/Oscillator X - Pro Pop Remix                 |
| E63.May - May Remix                                              |
| E64.msgoon - Red Remix                                           |
| E70.Taiji Boys - It's My Business [Full Song]                    |
| E71.015B - Very Old Couples [Full Song]                          |
| E72.Taiji Boys - Come Back Home [Full Song]                      |
| E73.Seo Taiji - Feel the Soul [Full Song]                        |
| E74.Bada - V.I.P [Full Song]                                     |
| E75.Pia - A Maelstrom [Full Song]                                |
| E76.Epik High - Fly [Full Song]                                  |
| E77.Wonder Girls - Tell Me [Full Song]                           |
| E92.Luo Zi Xiang - Fist of Fury                                  |
| E93.Wang Lee Hom - Long Live the Chinese                         |
| E94.Karen Mok - Fire                                             |
| E95.Jolin Tsai - Wild Game                                       |
| E96.ENERGY - One Last Chance                                     |
| E97.Luo Zi Xiang - Mechanical Doll                               |
| E99.Alex - Take It Off                                           |
| EB06F/1042.Som2 - Deja Vu [Full Song]                            |
| EB09F.Lee Hyun Do - Typhoon [Full Song]                          |
| EB13F.WAX - I'll Give You All My Love [Full Song]                |
| EC02A.BanYa - Moonlight (Original ver.)                          |
| EC03A.Yahpp - Witch Docva                                        |
| EC05A.BanYa Production - Phantom (Speed Up ver.)                 |
| EC08F.Drunken Tiger - Emergency [Full Song]                      |
| EC15F.Spooky Banana - Mr. Fire Fighter [Full Song]               |
| ED08F.Jiny - Free [Full Song]                                    |
| ED11F.N.E.X.T - For You [Full Song]                              |
| E07A.015B - Very Old Couples (Short Term Memory ver.)            |
| E10F.Gil Gun - A.U Ready? [Full Song]                            |
| E13B/FE13B.Yahpp - Pumptris 8bit ver.                            |
| E15F.No Brain - You Fall in Me [Full Song]                       |
| E17A.Crying Nut - Astral Song (Alternate ver.)                   |
| E18A.Hot Potato - No Despair (Alternate ver.)                    |
| E20A.HEaDTriP - Beat # No. 4 (Alternate ver.)                    |
| E20F/F65.HEaDTriP - Beat # No. 4 [Full Song]                     |
| EF175.Yahpp - Final Audition 3 & Chimera Remix                   |
| EF282.Yahpp - Yasangma                                           |
| EF921.Spooky Banana/Yahpp - Mr. Fire Fighter & Beat of the War 2 |

### NXA/Absolute
Fecha de lanzamiento: enero de 2009
Disponible para: Sistema Arcade MK6/MK9
Listado de canciones
| NXA/NX Absolute                                                       |
| --------------------------------------------------------------------- |
| F01.Yahpp - Blaze Emotion                                             |
| F02.Yahpp - Cannon X.1                                                |
| F03.Yahpp - Chopsticks Challenge                                      |
| F04.Big Bang - LaLaLa                                                 |
| F05.Eun Ji Won - Adiós                                                |
| F06.45RPM - Slightly                                                  |
| F07.S.E.S - I Am Your Girl                                            |
| F08.Namolla Family - Only You                                         |
| F09.Banana Girl - Chocolate                                           |
| F10.DJ Missill - Forward                                              |
| F11.Sam-I-Am - Uprock                                                 |
| F12.Gyfted - Crazy                                                    |
| F13.Big Metra - Panuelito Rojo                                        |
| F14.Pxndx - Procedimientos Para Llegar A Un Común Acuerdo             |
| F15.Nina Pilots - Digan Lo Que Digan                                  |
| F16.Thaide & Lil V - Pump Breakers                                    |
| F17.Wang Lee Hom - Change Myself                                      |
| F18.Lee Jeong Hyun - Come On!                                         |
| F19.Jang Na Ra - Bad Character                                        |
| F20.Super Junior M - U                                                |
| F21.Steve Yoo - Breakin' Love                                         |
| F22.BanYa Production - The People Didn't Know                         |
| F23.BanYa Production - DJ Otada                                       |
| F24.BanYa Production - K.O.A -Alice in Wonderworld-                   |
| F25.BanYa Production - My Dreams                                      |
| F26.BanYa Production - Toccata                                        |
| F27.House Rulez - Do It!                                              |
| F28.Vassline - Dawn of the Apocalypse                                 |
| F29.Yahpp - Final Audition Episode 2-X                                |
| F30.45RPM/Eun Ji Won - 45RPM & Eun Ji Won Mix                         |
| F31.BanYa Production - The People Didn't Know "Pumping Up"            |
| F32.BanYa Production - Ugly Duck Toccata                              |
| F33.BanYa Production - Caprice of DJ Otada                            |
| F34.BanYa Production - Dr. KOA                                        |
| F35.BanYa Production/HEaDTriP - Jam O Beat # No. 4                    |
| F36.Big Bang/Perry - YG Remix                                         |
| F37.Nina Pilots/Pxndx - Nina Pxndx Mix                                |
| F38.Big Metra - Big Metra Remix                                       |
| F39.DJ Missill/Gyfted - NXA Hip-Hop Mix                               |
| F40.Novasonic - Novasonic Mix ver. 3                                  |
| F41.Spooky Banana/No Brain - Mr. Fire Fighter Falls in Love With Me   |
| F42.BanYa Production - J Knows That Old Bong                          |
| F43.BanYa Production - Turkey Virus                                   |
| F44.msgoon - msgoon RMX pt. 1                                         |
| F45.msgoon - msgoon RMX pt. 2                                         |
| F46.msgoon - msgoon RMX pt. 3                                         |
| F50.Yahpp - Chopsticks Challenge [Full Song]                          |
| F51.Big Bang - LaLaLa [Full Song]                                     |
| F52.Eun Ji Won - Adiós [Full Song]                                    |
| F53.Big Metra - Panuelito Rojo [Full Song]                            |
| F54.Pxndx - Procedimientos Para Llegar A Un Común Acuerdo [Full Song] |
| F55.DJ Missill - Forward [Full Song]                                  |
| F56.45RPM ft. msgoon - Slightly [Full Song]                           |
| F57.Lee Jeong Hyun - Come On! [Full Song]                             |
| F58.Banana Girl - Chocolate [Full Song]                               |
| F59.Nina Pilots - Digan Lo Que Digan [Full Song]                      |
| F60.Big Metra - Trato De No Trabarme [Full Song]                      |
| F61.Gyfted - Crazy [Full Song]                                        |
| F62.Super Junior M - U [Full Song]                                    |
| F63.Wang Lee Hom - Change Myself [Full Song]                          |
| F64.JTL - Enter the Dragon [Full Song]                                |
| F70.BanYa Production/msgoon - Yasangma 2                              |
| F71.msgoon - Scream Song                                              |
| F72.msgoon - msgoon RMX pt. 4                                         |
| F80.Taiji Boys - In Your Fantasy                                      |

### Pro 2
Fecha de lanzamiento: febrero/julio de 2010 (para ciertos mercados) 
Disponible para: Sistema Arcade MK6/MK9
Listado de canciones
| Pro 2                                                                                       |
| ------------------------------------------------------------------------------------------- |
| PE301.Nitro - Accelerator                                                                   |
| PE302.-API- - All Of The World                                                              |
| PE303/1122.DM Ashura - Allegro Con Fuoco                                                    |
| PE304.Beat Bender - Back In Boogie Town                                                     |
| PE305.Wez Devine - Bang The Bass                                                            |
| PE306/1237.Stian K - Be Alive (Raaban Inc. Mix)                                             |
| PE307.Pawel Blaszczak - Beyond the Sky                                                      |
| PE308.Bambee - Boom Digi Da                                                                 |
| PE309.Nightmare - Boulafacet                                                                |
| PE310.Zircon Feat. Jillian Goldin - Breathing You In                                        |
| PE311.DM Ashura vs Enoch - Chaotic WHITE                                                    |
| PE312.MePuma - Closer to Heaven                                                             |
| PE313.On Slot - Coalesce                                                                    |
| PE314.Sanxion7 - Concerto                                                                   |
| PE315.When Machines Dream - Cosmic Unconsciousness                                          |
| PE316.Bambee - Cowgirl                                                                      |
| PE317.SGX - Crowdpleaser (Drop the Mic Mix)                                                 |
| PE318.Ni-Ni - Dabbi Doo                                                                     |
| PE319.CanBlaster (Miami Style) - Dawgs In Da House                                          |
| PE320/1227.Lucky Princess - Deadbeat Boyfriend                                              |
| PE321.Blue Stahli - Disco Punks on Jolt                                                     |
| PE322.Foxxie - Don' t Don' t Go Away                                                        |
| PE323.Nightmare - Dream To Nightmare                                                        |
| PE324.E-Racer - Elder God Shrine                                                            |
| PE325.Throwdown - Electrock                                                                 |
| PE326.Sanxion7 - EternuS                                                                    |
| PE327.Celldweller - Frozen                                                                  |
| PE328.Sanxion7 - Gargoyle                                                                   |
| PE329.DM Ashura - GO! (EK Mix)                                                              |
| PE330.Jenny Rom - Hanky Panky                                                               |
| PE331.Diclonius Kid - Hardkore Atomic                                                       |
| PE332/1212.Diclonius Kid - Hardkore of the North                                            |
| PE333.SGX - Haven                                                                           |
| PE334.Diclonius Kid - Hell Flame                                                            |
| PE335.Kid Whatever - I Think I Like That Sound                                              |
| PE336.Jenny Rom - Ika Uka                                                                   |
| PE337.Ekowraith feat. Kyrn - I' m Just a DJ                                                 |
| PE338.One Dollar - In The Groove                                                            |
| PE339.Scandalous - In The Night                                                             |
| PE340.Throwdown - King of the Beats                                                         |
| PE341.Lolitabot - Lolitabot                                                                 |
| PE342.Throwdown - Man vs Mountain                                                           |
| PE343.Vospi - Maslo                                                                         |
| PE344.On - Slot - Memory                                                                    |
| PE345.Bjorn Fogelberg - Mind Your Matter                                                    |
| PE346.Bjorn Lynne - Mission Incredible                                                      |
| PE347/1128.Zircon - Necromancy                                                              |
| PE348.Fright Ranger - Oh Oh Oh Sexy Vampire                                                 |
| PE349.MePuma - One Step Higher                                                              |
| PE350.Bambee - Online                                                                       |
| PE351.Miss Papaya - Operator                                                                |
| PE352.Zircon - Photosynthesis                                                               |
| PE353.Wonderboy - Pink Fuzzy Bunnies                                                        |
| PE354.Paul Sumpter - Playa D' Embossa (I Feel Love)                                         |
| PE355.Carlito - Poco Loco                                                                   |
| PE356.Nostra Cosa - Power Trip                                                              |
| PE357/1230.Sanxion7 - Rainspark                                                             |
| PE358/1159.DM Ashura feat. MC Jay and Veronica - Rave Until The Night Is Over               |
| PE359.DM Ashura feat. MC Jay and Veronica - Rave Until The Night Is Over (Cyber Trance Mix) |
| PE360.SGX feat. Navi - Right Back Up                                                        |
| PE361/1218.Future Funk Squad - Rippin' It Up                                                |
| PE362.Oscillator X - Rock Robotic -OSX Mix-                                                 |
| PE363.Beltaine - Rockhill                                                                   |
| PE364.Oscillator X - Shine (Breakz Mix)                                                     |
| PE365.Damian Turnbull - Smart Optics                                                        |
| PE366/1127/1158.Vospi - Smells Like a Chocolate                                             |
| PE367.SGX - Span                                                                            |
| PE368/1241.Zircon - Star Command                                                            |
| PE369.The DNC - Step On It                                                                  |
| PE370.KaW - Supremacy                                                                       |
| PE371.Miss Papaya - Sweet Senorita                                                          |
| PE372.The DNC - Swing Baby Swing                                                            |
| PE373.Elliot Simons - Swing the House                                                       |
| PE374/1208.Celldweller - Switchback                                                         |
| PE375.SGX - Tell Me A Story (Compendium Mix)                                                |
| PE376.Sanxion7 - Terminal                                                                   |
| PE377.Jenny Rom - The Game of Love                                                          |
| PE378.Celldweller - The Last Firstborn                                                      |
| PE379.Oscillator X - The Neon Underground                                                   |
| PE380.Falling Down - The Next Step                                                          |
| PE381/1219.Hi-G - Tribe Attacker                                                            |
| PE382.Initial P - UFO Catcher                                                               |
| PE383.Celldweller - Unlikely (Stay With Me)                                                 |
| PE384.Kid Whatever - Wake Up                                                                |
| PE385.Ekowraith - Wanting You                                                               |
| PE386.Dynamedion - We Are Loud                                                              |
| PE387.Bambee - Wham Bam Boogie                                                              |
| PE388.Throwdown - What Happened                                                             |
| PE389.DJ Zombie - While Tha Rekkid Spinz                                                    |
| PE390/1125.DM Ashura - X-RaVE                                                               |
| PE391.Oscillator X - You Bring The Rain                                                     |
| PE392.DM Ashura - Z -The New Legend-                                                        |

### Fiesta
Fecha de lanzamiento: 5 de marzo de 2010
Disponible para: Sistema Arcade MK6/MK9
Listado de canciones
| Fiesta                                                                 |
| ---------------------------------------------------------------------- |
| 1001.Yahpp - X-Tree                                                    |
| 1002.Yahpp - Sorceress Elise                                           |
| 1003.msgoon - Betrayer -Act. 2-                                        |
| 1004.Drunken Tiger - Good Life                                         |
| 1005.NOW - Big Beat                                                    |
| 1006.Dynamic Duo - Exciting                                            |
| 1007.Baby V.O.X - By Chance                                            |
| 1008.MAX - U Got 2 Know                                                |
| 1009.Lexy - To the Sky                                                 |
| 1010.Roo'Ra - The Angel Who Lost Wings                                 |
| 1011.Koyote - Innocent                                                 |
| 1012.Mu.Ga.Dang - Enjoy! Enjoy!                                        |
| 1013.SHK - Destination                                                 |
| 1014.Turbo - Twist King                                                |
| 1015.2NE1 - Fire                                                       |
| 1016.Kara - Wanna                                                      |
| 1017.Doin - Vacuum                                                     |
| 1018.Pxndx - Narcisista Por Excelencia                                 |
| 1019.LTJ X-Perience - No Rhyme No Reason                               |
| 1020.Energy Presents - 80's Pop                                        |
| 1021.BanYa Production - Do It -Reggae Style-                           |
| 1022.BanYa Production - Xenesis                                        |
| 1023.BanYa Production - Arirang                                        |
| 1024.BanYa Production - Tek -Club Copenhagen-                          |
| 1025.BanYa Production - Hello William                                  |
| 1026.BanYa Production - Turkey March -Minimal Tunes-                   |
| 1027.BanYa Production - Get Up (And Go)                                |
| 1028.BanYa Production - Phantom -Intermezzo-                           |
| 1029.BanYa Production - Mission Possible -Blow Back-                   |
| 1030.BanYa Production - Pumping Jumping                                |
| 1031.BanYa Production - B.P Classic Remix 1                            |
| 1032.BanYa Production - K-POP Mix (Old & New)                          |
| 1033.BanYa Production - PaPa Helloizing                                |
| 1034.BanYa Production - B.P Classic Remix 2                            |
| 1035.BanYa Production - Hard Core Rock Mix                             |
| 1036.BanYa Production - Pro POP Mix                                    |
| 1037.BanYa Production - Set Up Me2 Mix                                 |
| 1038.msgoon - msgoon RMX Pt. 5                                         |
| 1039.msgoon - msgoon RMX Pt. 6                                         |
| 1040.msgoon - msgoon RMX Pt. 7                                         |
| 1041.msgoon - History: We Are The Zest                                 |
| 1043.Pxndx - Narcisista por Excelencia [Full Song]                     |
| 1044.Vassline - Dawn of the Apocalypse [Full Song]                     |
| 1045.2NE1 - Fire [Full Song]                                           |
| 1046.Kara - Wanna [Full Song]                                          |
| 1047.msgoon - Pump It Up With You                                      |
| 1048.BanYa - Final Audition 2 [Short Cut]                              |
| 1049.BanYa - Final Audition 3 U.F. [Short Cut]                         |
| 1050.Yahpp - Final Audition Episode 2-X [Short Cut]                    |
| 1051.BanYa - Love is a Danger Zone [Short Cut]                         |
| 1052.BanYa - Love is a Danger Zone 2 [Short Cut]                       |
| 1053.BanYa - Extravaganza [Short Cut]                                  |
| 1054.BanYa - Chicken Wing [Short Cut]                                  |
| 1055.BanYa - Winter [Short Cut]                                        |
| 1056.BanYa - Solitary 2 [Short Cut]                                    |
| 1057.BanYa - Moonlight [Short Cut] (v1.06)                             |
| 1058.BanYa - Witch Doctor [Short Cut]                                  |
| 1060.Yahpp - NX Opening                                                |
| 1061.BanYa Production - K.O.A. -Alice in Wonderworld- [Short Cut]      |
| 1062.Yahpp - Bemera [Short Cut]                                        |
| 1063.Yahpp - Pumptris 8Bit ver. [Short Cut]                            |
| 1064.SHK - Destination [Short Cut]                                     |
| 1065.Pxndx - Procedimientos Para Llegar A Un Común Acuerdo [Short Cut] |
| 1066.BanYa Production - Get Up (And Go) 180                            |
| 1067.Doin - Danger Zone Twins                                          |
| 1068.Doin - Horse Mix                                                  |
| 1069.Doin - Witch Core                                                 |
| 1070.Doin - BPM Collection 3 (Pumptris)                                |
| 1071.MAX - Monkey-rang                                                 |
| 1072.Doin - Whimera                                                    |
| 1073.Trato X4                                                          |
| 1074.Doin - Solitary Elise                                             |
| 1075.Doin - Turkey Mix                                                 |
| 1076.Doin - Beatreme of the Wisp                                       |
| 1077.MAX - Pumping Jam                                                 |
| 1078.Doin - 4-X                                                        |
| 1079.Doin - Chicken Doctor                                             |
| 1080.Doin - Cannon X tree                                              |
| 1081.Doin - DJ. Moon                                                   |
| 1082.SHK - KM pop Mix                                                  |
| 1083.Doin - Final Danger Sticks                                        |
| 1084.Doin - To.Jam.Fa                                                  |
| 1085.Doin - BPM Collection 2 (Solitary)                                |
| 1086.Doin - Amadeustreme                                               |
| 1087.Doin - BPM Collection 1 (Audition)                                |
| 1088.Doin - Pumpster Zone 2-1                                          |
| 1089.Doin - Hamera                                                     |
| 1090.Doin - Bee-mera                                                   |
| 1091.SHK - World Pop Mix                                               |
| 1092.Doin - Ladimera                                                   |
| 1093.Doin - BPM Collection 4 (etc. Mix)                                |
| 1094.Doin - Tepris (v1.10)                                             |
| 1095.Doin - Napalm (v1.10)                                             |
| 1096.Nina Pilots - Dieiseis (v1.10)                                    |
| 10C03.Yahpp - Witch Docva (2nd)                                        |
| 10C05.BanYa Production - Phantom (Speed Up ver.) (2nd)                 |
| 10EF282.Yahpp - Final Audition 3 & Chimera Remix (2nd)                 |
| 10EF921.Yahpp - Yasangma (2nd)                                         |

### Fiesta EX
Fecha de lanzamiento: 22 de enero de 2011
Disponible para: Sistema Arcade MK6/MK9
Listado de canciones
| Fiesta EX                                                      |
| -------------------------------------------------------------- |
| 1101.Doin - Cleaner                                            |
| 1102.Doin - Interference                                       |
| 1103.SHK - Reality                                             |
| 1104.SHK - Take Out                                            |
| 1105.MAX & Rorychesell (SID-Sound) - Butterfly                 |
| 1106.MAX - Overblow                                            |
| 1107.MAX - We Got 2 Know                                       |
| 1108.Secret - Magic                                            |
| 1109.4minute - Hot Issue                                       |
| 1110.Orange Caramel - Magic Girl                               |
| 1111.SHINee - Ring Ding Dong                                   |
| 1112.B2ST - Shock                                              |
| 1113.Big Bang - Last Farewell                                  |
| 1114.Norazo - Superman                                         |
| 1115.Mighty Mouth - Energy                                     |
| 1116.1TYM - Mother                                             |
| 1117.Bae Chi Gi - No. 3                                        |
| 1118.Outsider - Like a Man                                     |
| 1119.Crash - Crashday                                          |
| 1120.Throwdown - What Happened (Pro)                           |
| 1121.Sanxion7 - Gargoyle (Pro)                                 |
| 1122.DM Ashura - Allegro Con Fuoco (Pro)                       |
| 1123.BanYa Production - Hungarian Dance V                      |
| 1124.BanYa Production - The Devil                              |
| 1125.DM Ashura - X-Rave (v1.30/Pro)                            |
| 1126.SHK - Native (v1.30)                                      |
| 1127.Vospi - Smells Like a Chocolate (v1.30)                   |
| 1128.Zircon - Necromancy (v1.20/Pro)                           |
| 1129.Secret/Orange Caramel/4Minute/2NE1 - K-Pop Girl Group RMX |
| 1130.B2ST/Big Bang/SHINee - K-Pop Boy Group RMX (v1.30)        |
| 1131.Doin - Vacuum Cleaner (v1.30)                             |
| 1132.MAX - Everybody Got 2 Know /v1.20)                        |
| 1133.Doin - Pump Classic Remix A                               |
| 1134.Doin - Pump Classic Remix B                               |
| 1135.Doin - Interference [Full Song] (v1.40)                   |
| 1136.Orange Caramel - Magic Girl [Full Song]                   |
| 1137.SHINee - Ring Ding Dong [Full Song] (v1.30)               |
| 1138.B2ST - Shock [Full Song]                                  |
| 1139.Mighty Mouth - Energy [Full Song]                         |
| 1140.Outsider - Like a Man [Full Song]                         |
| 1141.Bae Chi Gi - No. 3 [Full Song]                            |
| 1142.Crash - Crashday [Full Song]                              |
| 1143.4minute - Hot Issue [Full Song] (v1.30)                   |
| 1144.Doin - Pump Classic Full Mix (Canción Cancelada)          |
| 1145.Doin - Trotpris [Short Cut]                               |
| 1146.Doin - Cleaner [Short Cut]                                |
| 1147.SHK - Take Out [Short Cut]                                |
| 1148.MAX - Overblow [Short Cut]                                |
| 1149.DM Ashura - X-Rave [Short Cut]                            |
| 1150.4minute - Hot Issue (Alternate ver.)                      |
| 1151.A.V - Night Duty                                          |
| 1152.V.A - Pavane (v1.30)                                      |
| 1153.Doin - Pine Nut (v1.50)                                   |
| 1154.Doin - ASDF (v1.50)                                       |
| 1155.Big Bang - Last Farewell (Alternate ver.)                 |
| 1156.Doin - Says                                               |
| 1157.Mighty Mouth - Energy (Alternate ver.)                    |
| 1158.Vospi - Smells Like a Chocolate (Ending ver.) (v1.30/Pro) |
| 1159.DM Ashura - Rave Until the Night is Over (v1.10/Pro)      |
| 1160.MAX & Seorryang (SID-Sound) - Jonathan's Dream (v1.50)    |
| 1201.Affinity - Monolith (v1.50/2nd)                           |
| 1208.Celldweller - Switchback (v1.50/Pro)                      |
| 1209.Coconut - Ladybug (v1.50/Pro)                             |
| 1212.Diclonius Kid - Hardkore of the North (v1.50/Pro)         |
| 1218.Future Funk Squad - Rippin' It Up (v1.50/Pro)             |
| 1219.Hi-G - Tribe Attacker (v1.50/Pro)                         |
| 1221.Inspector K - Virtual Emotion (v1.50/Pro)                 |
| 1226.KURi-ZiLL - Heel and Toe (v1.50/Pro)                      |
| 1227.Lucky Princess - Deadbeat Boyfriend (Canción Cancelada))  |
| 1230.Sanxion7 - Rainspark (v1.50/Pro)                          |
| 1237.Stian-K - Be Alive (Raaban Inc. Mix) (v1.50/Pro)          |
| 1241.Zircon - Star Command (v1.50/Pro)                         |
| 224.Banya - Repeatorment Remix [REVIVAL]                       |

### Fiesta 2
Fecha de lanzamiento: 24 de noviembre de 2012
Disponible para: Sistema Arcade MK6/MK9
Listado de canciones
| Fiesta 2                                                                 |
| ------------------------------------------------------------------------ |
| 1301.J-Mi & Midi-D feat. Hanna Stockzell - Pop The Track [INF]           |
| 1302.The DNC ft. Miss Amani - Electric [INF]                             |
| 1303.Synthwulf - Passacaglia [INF]                                       |
| 1304.Zircon - Baroque Virus [INF]                                        |
| 1305.DM Ashura - Elise [INF]                                             |
| 1306.BanYa remixed by DM Ashura - Ignis Fatuus [INF]                     |
| 1307.BanYa remixed by cranky - Love is a Danger Zone (cranky mix) [INF]  |
| 1308.BanYa remixed by Synthwulf - Hypnosis (Synthwulf mix) [INF]         |
| 1309.Doin - FFF (Flew Far Faster)                                        |
| 1310.SHK - Unique                                                        |
| 1311.MAX - Accident                                                      |
| 1312.MAX - D                                                             |
| 1313.MAX - U Got Me Rocking                                              |
| 1314.Yak_Won - Lucid (PIU Edit)                                          |
| 1315.Wonder Girls - Nobody                                               |
| 1316.Miss A - Bad Girl Good Girl                                         |
| 1317.Kara - Step                                                         |
| 1318.2NE1 - I'm The Best                                                 |
| 1319.2NE1 - Can't Nobody                                                 |
| 1320.Orange Caramel - Shanghai Romance                                   |
| 1321.Big Bang - Fantastic Baby                                           |
| 1322.Big Bang - Lie                                                      |
| 1323.G-Dragon - Heart Breaker                                            |
| 1324.2PM - Hands Up (East4A Mix)                                         |
| 1325.Infinite - Be Mine                                                  |
| 1326.G-Dragon - Crayon (v1.10)                                           |
| 1327.Norazo - Mackerel                                                   |
| 1328.Bae Chi Gi - Two Guys                                               |
| 1329.Don Omar Ft. Lucenzo - Danza Kuduro [L]                             |
| 1330.Shakira Ft. Pitbull - Rabiosa [L]                                   |
| 1331.Daddy Yankee - Lovumba [L]                                          |
| 1332.Belanova - One Two Three Go!                                        |
| 1333.Pxndx - Los Malaventurados No Lloran                                |
| 1334.Ayu Ting Ting - Sik Asik                                            |
| 1335.Saykoji - Online                                                    |
| 1336.Ben Chakatit - Dam                                                  |
| 1337.Sugar Eyes - Sugar Eyes                                             |
| 1338.SHK - Log-In (v1.40)                                                |
| 1339.Yak_Won - Windmill (v1.40)                                          |
| 1340.SHK - Follow Me (v1.60)                                             |
| 1341.SID-Sound - Yeo Rae A (v1.60)                                       |
| 1390.SQUAR - Mental Rider (v1.50)                                        |
| 1202.Affinity - Y2Z (v1.30) [PRO]                                        |
| 1206.Beltaine - Rockhill (v1.20) [PRO]                                   |
| 1221.Kitty Cara - Coconut                                                |
| 1222.KaW - Take Me Back (v1.20) [PRO]                                    |
| 1227.Lucky Princess - Deadbeat Boyfriend (Canción Cancelada)             |
| 1228.Nightmare - Dream to Nightmare (v1.30) [PRO]                        |
| 1235.Smiley - Utopia [PRO]                                               |
| 1236.Smiley - Xuxa (v1.20) [PRO]                                         |
| 1240.ZiGZaG - VVV (v1.50) [PRO]                                          |
| 13A0.Big Bang & MAX - BIG to the BANG                                    |
| 13A1.Norazo & MAX - Super Mackerel                                       |
| 13A2.SynthWulf & MAX - Infinity RMX                                      |
| 13A3.Doin & MAX - What Are You Doin?                                     |
| 13C0.Kara - Step [Full Song]                                             |
| 13C1.2NE1 - I'm The Best [Full Song]                                     |
| 13C2.Orange Caramel - Shanghai Romance [Full Song]                       |
| 13C3.Big Bang - Fantastic Baby [Full Song]                               |
| 13C4.2NE1 - Can't Nobody [Full Song] (v1.60)                             |
| 13C5.G-Dragon - Heart Breaker [Full Song] (v1.60)                        |
| 13C6.Norazo - Mackerel [Full Song] (Canción Cancelada)                   |
| 13C7.G-Dragon - Crayon [Full Song] (Canción Cancelada)                   |
| 13C8.Don Omar Ft. Lucenzo - Danza Kuduro [Full Song] (Canción Cancelada) |
| 13E0.J-Mi & Midi-D Ft. Hanna Stockzell - Pop The Track [Short Cut]       |
| 13E1.SynthWulf - Passacaglia [Short Cut]                                 |
| 13E2.DM Ashura - Ignis Fatuus (DM Ashura Mix) [Short Cut]                |
| 13E3.Doin - FFF/Flew Far Faster [Short Cut]                              |
| 13E4.SHK - Unique [Short Cut]                                            |
| 13E5.MAX - U Got Me Rocking [Short Cut]                                  |
| 13??.PSY - Right Now (Canción Cancelada)                                 |

### Infinity
Fecha de lanzamiento: marzo de 2013
Disponible para: Sistema Arcade MK6/MK9
Listado de canciones
| Infinity                                                                                         |
| ------------------------------------------------------------------------------------------------ |
| Zircon - Baroque Virus                                                                           |
| Zircon - Baroque Virus (Original Ver.) (v1.10) (Desbloqueada por misión)                         |
| DJ Clonepa - Black Maria (v1.10)                                                                 |
| Future Funk Squad - Blow                                                                         |
| Hanna Stockzell - Bubblegum Dancer (J-Mi & Midi-D Remix)                                         |
| rainbowdragoneyes - Creatures ov Deception                                                       |
| The DNC - Dance (The Way It Moves)                                                               |
| Magic Hammer - Dance on Fire (Retribution) (v1.10)                                               |
| /DJS\ - Destroy (v1.10)                                                                          |
| Zircon - Devil's Spirit                                                                          |
| 640x480 remixed by Wavelength - DIMM_ (Sleep Deprivation Short Mix) (v1.10)                      |
| Matduke - Disco Dancer (v1.10)                                                                   |
| Nitro Fun - Dragonfly (v1.10)                                                                    |
| The DNC ft. Miss Amani - Electric                                                                |
| DM Ashura - Elise                                                                                |
| Matduke - Enhanced Reality (v1.10)                                                               |
| DM Ashura vs. Sanxion7 - Ethereality (v1.10)                                                     |
| DM Ashura - Euphorium                                                                            |
| BanYa Remixed By Wavelength - Extravaganza Reborn                                                |
| DM Ashura ft. Ariel - Fallen Angel                                                               |
| Crolul & Rion - Finite (v1.10)                                                                   |
| Mr Thoro - Fresh                                                                                 |
| DJ Bouche feat. EZGi - Further (v1.10)                                                           |
| Thomas Howard feat. DJ Potatoe - Girlz Buttz (v1.10)                                             |
| Vospi - got STOLEN? (v1.10)                                                                      |
| BanYa remixed by Synthwulf - Hypnosis (Synthwulf mix)                                            |
| BanYa remixed by DM Ashura - Ignis Fatuus                                                        |
| /DJS\ - Incubator (v1.10)                                                                        |
| Kimsynth - Infinitude (v1.10)                                                                    |
| Missill - Invincible                                                                             |
| Archefluxx & Kesean Beat - Kill Them! (v1.10)                                                    |
| Sanxion7 - Last Day Alive                                                                        |
| BanYa remixed by cranky - Love is a Danger Zone (cranky mix)                                     |
| Triplestar - Moonshard (v1.09)                                                                   |
| Vospi - Nervous                                                                                  |
| Astra - Oh My (v1.10)                                                                            |
| cranky - Party 4U (Holy Nite Mix)                                                                |
| KaW feat. Sam-I-Am - Party All Night (v1.10)                                                     |
| Synthwulf - Passacaglia                                                                          |
| J-Mi & Midi-D feat. Hanna Stockzell - Pop The Track                                              |
| rainbowdragoneyes - Seize My Day (v1.10)                                                         |
| Zircon - Shadows                                                                                 |
| BanYa remixed by Sanxion7 - Solitary (Sanxion7 Mix)                                              |
| Ashley Scared The Sky - The Ark Sailing Over Truth                                               |
| Celldweller - The Best It's Gonna Get                                                            |
| DJ Clonepa - The Fool                                                                            |
| MAX & DOOM - The Revolution                                                                      |
| Magic Hammer - Trident ov Power (v1.09)                                                          |
| SGX Feat. Sekhret Hush - True                                                                    |
| Sta - Venetian Staccato                                                                          |
| ZiGZaG - VV (v1.10)                                                                              |
| DM Ashura - Z-The New Legend (v1.10)                                                             |
| DM Ashura - π·ρ·maniac (v1.10)                                                                   |
| Zircon - Baroque Virus [Full Song]                                                               |
| Future Funk Squad - Blow [Full Song] (v1.05)                                                     |
| MAX & Rorychesell - Butterfly [Full Song] (v1.10)                                                |
| SGX feat. Frelance and DJ ShoX - Crowdpleaser (Drop the Mic Mix) [Full Song] [CANCIÓN CANCELADA] |
| Tashannie - Don't Bother Me [Full Song]                                                          |
| The DNC - Electric [Full Song]                                                                   |
| Clon - Funky Tonight [Full Song]                                                                 |
| Sanxion7 - Gargoyle [Full Song] (v1.06)                                                          |
| MAX & Seorryang - Jonathan's Dream [Full Song] (v1.10)                                           |
| Vospi - Nervous [Full Song]                                                                      |
| J-Mi & Midi-D Ft. Hanna Stockzell - Pop The Track [Full Song]                                    |
| SGX feat. Navi - Right Back Up [Full Song] (Sólo en modo misión)                                 |
| Novasonic - Slam [Full Song] (v1.10)                                                             |
| Ashley Scared The Sky - The Ark Sailing Over Truth [Full Song]                                   |
| Magic Hammer - The Trident ov Power [Full Song] (v1.10)                                          |
| Deux - We Are [Full Song]                                                                        |
| DM Ashura - π·ρ·maniac [Full Song] (v1.10)                                                       |
| BanYa Production & Yahpp - Armakitten 2-X [Remix]                                                |
| Future Funk Squad - Blowin It Up [Remix] (v1.05)                                                 |
| MAX & DOOM & Canblaster / k//eternal - Dawgs in Da Revolution [Remix] (v1.10)                    |
| /DJS\ & Archefluxx & Kesean Beat / Kimsynth - Destroy Them [Remix] (v1.10)                       |
| BanYa remixed by KahruNYA - Final Audition Infinity [Remix] (v1.10)                              |
| Archefluxx & Kesean Beat - Kill Them! (/DJS\ Remix) [CANCIÓN CANCELADA]                          |
| Doin & Zircon / Kimsynth - Napalmancy [Remix] (v1.10)                                            |
| Yahpp & Doin / k//eternal - Wi-Ex-Doc-Vacuum [Remix] (v1.10)                                     |
| BanYa Production - Beat The Ghost [Short Cut]                                                    |
| BanYa Production - Bullfighter's Song [Short Cut]                                                |
| Magic Hammer - Dance on Fire (Retribution) [Short Cut] (v1.09)                                   |
| Elpis - Dance Vibrations [Short Cut]                                                             |
| ZiGZaG - Energizer [Short Cut]                                                                   |
| Matduke - Enhanced Reality [Short Cut]                                                           |
| BanYa Production - Guitar Man [Short Cut]                                                        |
| /DJS\ - Incubator [Short Cut] (v1.09)                                                            |
| Archefluxx & Kesean Beat - Kill Them! [Short Cut] (v1.06)                                        |
| Vospi - Napad [Short Cut] (v1.10)                                                                |
| Throwdown - What Happened [Short Cut]                                                            |

### Prime
Fecha de lanzamiento: 24 de diciembre de 2014
Disponible para: Sistema Arcade MK9/MK6
Resolución del juego permitida: SD/HD
Listado de canciones
| Prime |
| --- |
| 1401.M2U - Nemesis                                                                                         |
| 1402.M2U - Katkoi (v1.07.0)                                                                                |
| 1403.Warak - Latino Virus                                                                                  |
| 1404.Warak - Elysium (1.13.0)                                                                              |
| 1405.Nato - Yog-Sothoth                                                                                    |
| 1406.Nato - Silhouette Effect (v1.08.0)                                                                    |
| 1407.Memme - Chinese Restaurant                                                                            |
| 1408.Memme - Avalanche (v1.04.0)                                                                           |
| 1409.Memme - Force of Ra (v1.16.0)                                                                         |
| 1410.MAX - Requiem                                                                                         |
| 1411.MAX - U Got Me Crazy (v1.05.0)                                                                        |
| 1412.MAX - B2 (v1.07.0)                                                                                    |
| 1413.Paul Bazooka - Meteorize                                                                              |
| 1414.Paul Bazooka - Mad5cience (v1.15.0)                                                                   |
| 1415.Gentle Stick - Hestia (v1.01.0)                                                                       |
| 1416.Gentle Stick - Amphitryon (v1.17.0)                                                                   |
| 1417.Doin - Leakage Voltage                                                                                |
| 1418.Doin - Removable Disk0 (v1.18.0)                                                                      |
| 1419.SHK - Super Fantasy                                                                                   |
| 1420.SHK - Violet Perfume (v1.12.0)                                                                        |
| 1421.Yahpp - Red Swan                                                                                      |
| 1422.Yahpp - Hyacinth (v1.10.0)                                                                            |
| 1423.Yahpp - Blaze Emotion (Band Version) (v1.17.0)                                                        |
| 1424.SLAM - 1950 (v1.07.0)                                                                                 |
| 1425.MAX - Sugar Conspiracy Theory (v1.06.0)                                                               |
| 1426.DM Ashura - Allegro PIU Mosso                                                                         |
| 1427.DM Ashura - Annihilator Method (v1.08.0)                                                              |
| 1428.DM Ashura feat. Skizzo & Hanna - Move That Body! (v1.06.0)                                            |
| 1429.Matduke - Rock the House                                                                              |
| 1430.r300k - Scorpion King (v1.12.0)                                                                       |
| 1431.SynthWulf - Point Zero One (v1.13.0)                                                                  |
| 1433.Cashew - Red Snow (v1.15.0)                                                                           |
| 1434.Cashew - Campanella (v1.19.0)                                                                         |
| 1435.CYO Style & Henohenomoheji - You Again My Love (v1.21.0)                                              |
| 1436.CYO Style - Robot Battle                                                                              |
| 1437.Crayon Pop - Bar Bar Bar                                                                              |
| 1438.VIXX - On and On (v1.02.0)                                                                            |
| 1439.AOA - Elvis                                                                                           |
| 1440.Block B - Very Good (v1.04.0)                                                                         |
| 1441.CNBLUE - I'm Sorry                                                                                    |
| 1442.Kara - Pandora                                                                                        |
| 1443.Shinhwa - Venus (v1.05.0)                                                                             |
| 1444.Dal Shabet - Hate, Don't Hate!                                                                        |
| 1445.Supreme Team - Supermagic                                                                             |
| 1446.T-ara - Sugar Free                                                                                    |
| 1447.Block B - Her                                                                                         |
| 1448.Apink - NoNoNo                                                                                        |
| 1449.Outsider - Loner                                                                                      |
| 1450.Cherry Filter - Flying Duck                                                                           |
| 1451.Norazo - Ineffective Boss Without Power (v1.01.0)                                                     |
| 1452.Epik High - One                                                                                       |
| 1453.MAX & DOOM - The Revolution [INF] (v1.09.0)                                                           |
| 1454.SID-Sound - Selfishness (v1.03.0)                                                                     |
| 1457.SID-Sound - Cosmical Rhythm                                                                           |
| 1458.SID-Sound - Dolly Kiss (v1.07.0)                                                                      |
| 1459.Cranky - Matador                                                                                      |
| 1460.3R2 - Milky Way Galaxy (v1.03.0)                                                                      |
| 1461.3R2 - Feel My Happiness (v1.19.0)                                                                     |
| 1462.Synthwulf - Ragnarok                                                                                  |
| 1463.D_AAN - Achluoias (v1.02.0)                                                                           |
| 1464.Vesuvia x REDSHIFT - Karyawisata                                                                      |
| 1465.Vospi - Video Out C (v1.11.0)                                                                         |
| 1467.Daddy Yankee - Limbo [L]                                                                              |
| 1468.Lyllo Ft. Egas - Melodia [L]                                                                          |
| 1469.Wisin Ft. Michel Telo - Que Viva la Vida [L]                                                          |
| 1470.Zircon - Across the ocean (v1.20.0)                                                                   |
| 1471.Matduke - Enhanced Reality (v1.14.0)                                                                  |
| 1472.typeMARS - Stardust Overdrive (v1.09.0)                                                               |
| 1473.MAX - Reminiscence (v1.10.0)                                                                          |
| 1474.MAX - Moment Day (v1.16.0)                                                                            |
| 1475.Bakusute Sotokanda Icchome - Amai Yuuwaku Dangerous [J] (JE v1.06.0)                                  |
| 1476.Bakusute Sotokanda Icchome - Yoropiku Pikuyoro (v1.10.0)                                              |
| 1477.Sakuzyo - Imprinting (JE v1.01.0) (v1.10.0)                                                           |
| 1478.Void - Sudden Romance (PIU Edit) [J] (JE v1.01.0)                                                     |
| 1479.ETIA. - Mitotsudaira (JE v1.01.0) (v1.20.0)                                                           |
| 1480.you - Smile Diary (JE v1.01.0) (v1.19.0)                                                              |
| 1481.Masayoshi Minoshima - Bad Apple!! feat. Nomico (JE v1.01.0) (v1.09.0)                                 |
| 1482.TatshMusicCircle - Creed -1st Desire- (JE v1.02.0) (v1.13.0)                                          |
| 1483.TatshMusicCircle - Sora no Shirabe (JE v1.04.0) (v1.18.0)                                             |
| 1484.TatshMusicCircle - FOUR SEASONS OF LONELINESS ver β (JE v1.05.0) (v1.09.0)                            |
| 1485.TatshMusicCircle - Ai, Yurete... [J] (JE v1.05.0)                                                     |
| 1486.Last Note. - Setsuna Trip (JE v1.05.0) (v1.12.0)                                                      |
| 1487.Last Note. - Trashy Innocence (JE v1.05.0) (v1.14.0)                                                  |
| 1488.Last Note. - Ren'ai Yuusha (JE v1.06.0) (v1.14.0)                                                     |
| 1499.Last Note. - Hokago Stride (JE v1.06.0) (v1.16.0)                                                     |
| 1490.Tatsh - PRIME (JE v1.06.0) (v1.15.0)                                                                  |
| 1491.Hitoshizuku P and Yama D - Bad - End - Night (v1.11.0)                                                |
| 1492.ETIA - Queen of the Red (v1.12.0)                                                                     |
| 1493.void - Idealized Romance (JE v1.09.0) (v1.16.0)                                                       |
| 1494.void - Just Hold On (To All Fighters) (v1.14.0)                                                       |
| 1497.MAZO - Break It Down (v1.15.0)                                                                        |
| 1498.MAX - Hypercube                                                                                       |
| 1499.SHK - Like me (v1.21.0)                                                                               |
| 14A0.BanYa & Warak - Beethoven Influenza                                                                   |
| 14A1.MAX & MEMME - Avalanquiem (v1.04.0)                                                                   |
| 14A2.NATO & SLAM - Paradoxx (v1.18.0)                                                                      |
| 14C0.Crayon Pop - Bar Bar Bar [Full Song]                                                                  |
| 14C1.T-ara - Sugar Free [Full Song] (v1.01.0)                                                              |
| 14C2.Apink - NoNoNo [Full Song] (v1.12.0)                                                                  |
| 14C3.DM Ashura feat Skizzo & Hanna - Move That Body! [Full Song] (v1.11.0)                                 |
| 14C4.KARA - Pandora [Full Song] (v1.14.0)                                                                  |
| 14C5.TatshMusicCircle - FOUR SEASONS OF LONELINESS ver β feat. サリヤ人 [Full Song] (JE v1.05.0) (v1.09.0) |
| 14C6.Masayoshi Minoshima - Bad Apple!! feat. Nomico [Full Song] (JE v1.05.0) (v1.09.0)                     |
| 14C7.TatshMusicCircle - Creed -1st Desire- [Full Song] (v1.13.0)                                           |
| 14E0.SHK - Super Fantasy [Short Cut] (v1.10.0)                                                             |
| 14E1.Nato - Yog-Sothoth [Short Cut]                                                                        |
| 14E2.Nato - Silhouette Effect [Short Cut] (v1.08.0)                                                        |
| 14E3.SID-Sound - Selfishness [Short Cut] (v1.03.0)                                                         |
| 14E4.Matduke - Rock the House [Short Cut]                                                                  |
| 14E5.DM Ashura feat. Skizzo & Hanna - Move That Body! [Short Cut] (v1.06.0)                                |
| 14E6.MAX - PRIME Opening [Short Cut] (v1.02.0)                                                             |
| 14E7.typeMARS - Stardust Overdrive [Short Cut] (v1.09.0)                                                   |
| 101.BanYa - Ignition Starts [REVIVAL] (v1.01.0)                                                            |
| 101.BanYa - Hypnosis [REVIVAL] (v1.01.0)                                                                   |
| 403.BanYa - Betrayer [REVIVAL] (v1.11.0)                                                                   |

### Prime 2
Fecha de lanzamiento: diciembre de 2016
Disponible para: Sistema Arcade MK9/MK11
Listado de canciones
| Prime 2                                                  |
| -------------------------------------------------------- |
| 1501.SHK - Last Rebirth                                  |
| 1503.Memme - Hellfire                                    |
| 1507.Nato - God Mode feat. Skizzo                        |
| 1509.Doin - FuDance                                      |
| 1510.Just kidding Vospi                                  |
| 1512.Lunatic Sounds - Brick Back the Beat                |
| 1516.MAX - Sarabande                                     |
| 1525.mzet:-P - Arcana Force                              |
| 1544.Big Bang - BANG BANG BANG                           |
| 1545.Gfriend - Me Gustas Tu                              |
| 1546.iKon - RHYTHM TA                                    |
| 1548.Produce 101 - Pick Me                               |
| 1549.Block B - Jackpot                                   |
| 1551.Blackpink - Boombayah                               |
| 1553.EXID - Up & Down                                    |
| 1555.Mamamoo - You're the Best                           |
| 1556.T-ara - Number Nine                                 |
| 1557.Outsider - Acquaintance                             |
| 1564.TatshMusicCircle - Moon Light Dance                 |
| 15A6.SHK - Death Moon                                    |
| 15A8.Beautiful Day remixed by Warak - Christmas Memories |
| 15B0.ATAS (NaSch) - Asterios (Reentry)                   |
| 15B1.KIEN - Le Grand Bleu                                |
| 15D0.Memme - Vulcan Remix                                |
| 15D1. Hyperion - m2u                                     |
| 15E1.Big Bang - BANG BANG BANG Full Song                 |
| 15F0.MAX - Sarabande Short Cut                           |
| 15F1.SHK - Death Moon Short Cut                          |

### Pump It Up XX 20th Anniversary Edition
Fecha de lanzamiento: enero de 2019
Disponible para: Sistema Arcade MK9/MK11
Resolución del juego permitida: HD
Listado de canciones
| Pump It Up XX 20th Anniversary Edition                                  |
| ----------------------------------------------------------------------- |
| 1601. Dramcatcher - Fly High                                            |
| 1602. (G)I-dle - Hann                                                   |
| 1603. Momoland - Bboom Bboom                                            |
| 1604. Produce 48 - Nekkoya (Pick me)                                    |
| 1605. Apink - I'm so Sick                                               |
| 1606. Wanna One - Boomerang                                             |
| 1607. Momoland - Bboom Bboom                                            |
| 1608. Ikon - Love Scenario                                              |
| 1609. SevenTeen - Very Nice                                             |
| 1610. Hong JinYoung - Good Bye                                          |
| 1611. SHK - Wedding Crashers                                            |
| 1612. ATAS - Obliteration                                               |
| 1613. MAX - I Want U                                                    |
| 1614. NATO - Nyarlathotep                                               |
| 1615. Doin - Skeptic                                                    |
| 1616. Pory - %X (Percent X)                                             |
| 1617. KIEN - Le Grand Rouge                                             |
| 1618. HyuN - Macaron Day                                                |
| 1619. Quree - Poseidon                                                  |
| 1620. Applesoda - VANISH                                                |
| 1621. Garlic Squad - Kimchi Fingers                                     |
| 1622. Matduke - Club Night                                              |
| 1623. Dasu - 8 6                                                        |
| 1624. SHK - Imagination                                                 |
| 1625. zeron - Black Swan                                                |
| 1626. ESTI x M2U - Obelisque                                            |
| 1627. Lotze - Loki                                                      |
| 1628. Lunatic Songs - Dement -After Legend-                             |
| 1629. Applesoda vs MAX - Desaparecer                                    |
| 1630. MOMOLAND - Bboom Bboom (Full Song)                                |
| 1631. Nato - Nyarlathotep (Short Cut)                                   |
| 1632. SHK - Wedding Crashers (Short Cut)                                |
| 1633. HAON, PULLIK - The Little Prince (Prod. Godic) (Ver. 1.01.0)      |
| 1634. HAON - Boong Boong (Feat. Sik-K) (Prod. GroovyRoom) (Ver. 1.01.0) |
| 1635. HIGHTEEN - Timing (Ver. 1.01.0)                                   |
| 1636. Fiverwater - Ice of Death (Ver. 1.01.0)                           |
| 1637. FE - Xeroize (Ver. 1.01.0)                                        |
| 1638. Nato - Nihilism -Another Ver.- (Ver. 1.01.0)                      |
| 1639. Dasu - 8 6 (Full Song) (Ver. 1.01 .0)                             |
| 1640. MAX - XX Opening (Short Cut) (Ver. 1.01.0)                        |
| 1641. SLAM - 1949 (Original) (Ver. 1.02.0)                              |
| 1642. GFriend - Time for the Moon Night (Ver. 1.02.0)                   |
| 1643. Sunmi - Gashina (Ver. 1.02.0)                                     |
| 1644. Max - Rage of Fire (Ver. 1.02.0)                                  |
| 1645. Dreamcatcher - You and I (Ver. 1.02.0)                            |
| 1646. Paul Bazooka - Meteo5cience (Remix) (Ver. 1.02.0)                 |
| 1647. DM Ashura - Allegro Con Fuoco - Full Song (Ver. 1.02.0)           |

### Pump It Up 2024 Phoenix
Fecha de lanzamiento: Junio 2023
Actualización 2.00.0: Julio 2024
Disponible para: Sistema Arcade MK9/MK11
Resolución del juego permitida: FHD

## Pump It Up Pro & Infinity
Pump It Up Pro (abreviado PIUPRO o Pump Pro) es un derivado de Pump It Up y desarrollado aparte de la saga internacional. Fue creada con el propósito principal de atraer a jugadores acostumbrados a los cuatro paneles a un juego de cinco paneles. El motor del juego es un StepMania 4 modificado. Es desarrollado en conjunto con los creadores del juego de baile In the Groove, tras haber perdido una demanda por Konami debido a la alteración de máquinas DDR, diseño y modo de juego. Es debido a esto que el modo de juego en la saga Pro es muy similar al de In The Groove.
La primera versión de esta saga traía canciones que iban desde PIU 1st hasta NX2, además de algunas canciones del juego In The Groove. También tenía actualizaciones mediante USB, la revisión 5 le permitió a los operadores de la máquina instalar packs de canciones. El primero de ellos, Pump it Up Pro: Encore, apareció en agosto de 2008.
Los packs de canciones no eran descargables y se distribuían en memorias USB autenticadas con el número de serie de la máquina.
Pump It Up Pro 2 traía nuevas canciones y nuevos courses, y si el sistema detectaba que el hardware era un MK9 el juego presentaba una mayor calidad gráfica.
Otra secuela, Infinity fue lanzada en marzo de 2013. Sin embargo, Infinity se aleja de lo que es la saga PRO, e incorpora características de la saga principal de PIU, como modos de juego orientado más a PIU y mejoras en las gráficas. También ha recibido soporte del personal de desarrollo de la versión internacional. El motor del juego es ahora un StepMania 5

## WPF
El WPF (World Pump It Up Festival) es un evento mundial en el cual se reúnen los mejores jugadores del mundo con el fin de competir. El pase al WPF se da después de que en cada país se haya realizado un torneo nacional. De este evento nacional salen los representantes a las diferentes categorías oficiales para el WPF (Speed Masculino, Speed Femenino, y Freestyle o Performance).

### Ganadores WPF

#### 2005
SPEED MASCULINO
- 1.er. lugar: Lee Chang ( Corea)
- 2.º lugar: Armando Zamudio  "Wero" (México)
- 3.er. lugar: Miguel Martínez Lugo "Prey" ( México)

FREESTYLE
- 1.er. lugar: Flor Amelia Carrera Villalbazo & Omar Hatzel Salazar (México)
- 2.º lugar: Lucas Rodríguez (Brasil)
- 3.er. lugar: Ye Won Song & Hyo Jeong Kim ( Corea)

#### 2006
SPEED MASCULINO
- 1.er. lugar: Armando Zamudio "Wero" (México)
- 2.º lugar: Víctor Lara Pérez "Gorras" (México)
- 3.er. lugar: Lee Chang (Corea)

SPEED FEMENINO
- 1.er. lugar: Rosario Nayeli "La Enana" (México)
- 2.º lugar: Daniela Mohamed (Argentina)
- 3.er. lugar: Kim Mi Hee (Corea)

FREESTYLE
- 1.er. lugar: Lee Cein / Suo Kyoung suk (Corea)
- 2.º lugar: Frabricio Rangel / Lucas Ro

driguez (Brasil)
- 3.er. lugar: Kaori Sanmiguel  / Diego Castro "Degok" (Colombia)

#### 2007
SPEED MASCULINO
- 1.er. lugar: Alejandro Daniel Ríos Ortiz "Xuma" (Chile)
- 2.º lugar: Carlos Monar “Kike” (Ecuador)
- 3.er. lugar: Jboy (USA)

SPEED FEMENINO
- 1.er. lugar: Amy (Taiwán)
- 2.º lugar: Rosario Nayeli "La Enana" (México)
- 3.er. lugar: Celia (Chile)

FREESTYLE
- 1.er. lugar: Dae Cheon Kim/Go Seok (Corea)
- 2.º lugar: Kyeong Seok Seo & Kyungho Kim (Lee Cein) (Corea)
- 3.er. lugar: Los Garotos (Ecuador)

#### 2011
SPEED MASCULINO
- 1.er. lugar: Corea - Sooseck Ryoo
- 2.º lugar: Alejandro Ríos - Xuma (Chile)
- 3.er. lugar: Gao chao (China)

SPEED FEMENINO
- 1.er. lugar: Lizeth Carolina Sánchez Blas (MAJU)(Perú)
- 2.º lugar: Rafaela Calderon (Ecuador)
- 3.er. lugar: Priscila Sánchez (México)

FREESTYLE
- 1.er. lugar: Kisuk Kim / Daecheon Kim (Corea)
- 2.º lugar: Faber / Legal (Brasil)
- 3.er. lugar: Alberto Gil / Alejandra Gil (Ecuador)

#### 2016
SPEED MASCULINO
- 1.er. lugar: Ángel Remigio (Toluco) (México)
- 2.er. lugar: Santos Colque Guarachi (Anitamor) (Bolivia)
- 3.er. lugar: Yoon Sang Yeon (Fefemz) (Corea del Sur)

SPEED FEMENINO
- 1.er. lugar: Lizeth Carolina Sánchez Blas (MAJU) (Perú)
- 2.er. lugar: Surya Salgado Camarena (Sury) (México)
- 3.er. lugar: Dora Lavinia Rojas Llampara (Idanger) (Bolivia)

FREESTYLE
- 1.er. lugar: Kyoko y Shingo Takamoto (Panda-san Team) (Japón)
- 2.er. lugar: Zegha Brasesa Budhy y Muhammad Hafidz Alfikri (Indonesia)
- 3.er. lugar: Nugraha Arianto Putra (Indonesia)